# Podole (Podole-Górowa)
Podole – nazwa zniesiona, dawna wieś, od 2009 w obszarze wsi Podole-Górowa, w Polsce, położona w województwie małopolskim, w powiecie nowosądeckim, w gminie Gródek nad Dunajcem. Stanowi zachodnią część wsi.
Podole to dawna gmina jednostkowa i obszar dworski. W 1900 roku gmina obejmowała obszar 418 ha i liczyła 514 mieszkańców, natomiast obszar dworski obejmował 650 ha, zamieszkały przez 38 osób. Obszar dworski Podole zniesiono 1 sierpnia 1919 roku i włączono go wraz ze zniesionym obszarem dworskim Górowa do gminy jednostkowej Podole, następnie nazywanej Podole-Górowa. W 1934 z gminy tej powstała gromada Podole-Górowa w nowo utworzonej zbiorowej gminie Kobyle-Gródek.
W latach 1975–1998 miejscowość położona była w województwie nowosądeckim.
Przed zniesieniem miejscowość miała nadany identyfikator SIMC 0426319. Z dniem 1 stycznia 2009 dotychczasowe nazwy dwóch wsi Podole i Górowa zamieniono na Podole-Górowa oraz utworzono wieś o tej nazwie.